# Andrij Szybko
Andrij Wołodymyrowycz Szybko, ukr. Андрій Володимирович Шибко (ur. 13 stycznia 1988) – ukraiński piłkarz grający na pozycji pomocnika.

## Kariera piłkarska

### Kariera klubowa
Wychowanek klubu Szachtar Donieck, barwy którego bronił w juniorskich mistrzostwach Ukrainy (DJuFL). Karierę piłkarską rozpoczął 20 sierpnia 2005 w składzie Szachtar-3 Donieck. Najpierw występował w trzeciej i drugiej drużynie, dopiero 17 czerwca 2007 debiutował w Wyszczej lidze w meczu z Metałurhiem Zaporoże. Latem 2008 został wypożyczony do Zirki Kirowohrad, a latem 2010 do Feniks-Illiczowca Kalinine. Na początku 2011 został piłkarzem Nywy Winnica. Ale już we wrześniu 2011 powrócił do Zirki Kirowohrad.

### Kariera reprezentacyjna
Od 2004 do 2006 występował w juniorskich reprezentacjach U-17 i U-19.

## Sukcesy i odznaczenia

### Sukcesy klubowe
- wicemistrz Ukrainy: 2007